# Magusa discidens
Magusa discidens là một loài bướm đêm trong họ Noctuidae.